# Diameter
Diameteren er tværmålet af en cirkel, en korde gennem cirklens centrum (eller længden af denne korde). Diameteren er den største korde i en cirkel. Diameter bruges også om kugle, cylinder og lignende.
Unicode tegnet ⌀ U+2300 "Diameter sign" er symbolet for diameter; men da mange skrifttyper  ikke inkluderer dette tegn kan et almindeligt ø også bruges.